# Хорульо
Хорульо (исп. El Jorullo) — действующий вулкан в штате Мичоакан, Мексика.
Находится на юго-западном склоне центрального плато, в 53 километрах от Уруапан. Входит в Транс-мексиканский вулканический пояс. Вулкан поднимается до 1330 м над уровнем моря.
29 сентября 1759 началось крупное извержение, продолжавшееся 15 лет, приведшее к образованию вулкана, оно стало третьим по счёту большим трещинным извержением, произошедшим в историческое время. Последнее извержение данного вулкана произошло в 1958 году.